# Muzeum Kon-Tiki
Muzeum Kon-Tiki (norsky Kon-Tiki Museet) je muzeum v norském hlavním městě Oslo na poloostrově Bygdøy. Původně bylo muzeum otevřeno v roce 1949 v provizorní budově pro Kon-Tiki, vor z balzového dřeva, na kterém se v roce 1947 plavil Thor Heyerdahl z Peru do Polynésie. Druhým vystaveným plavidlem je rákosová loď Ra II, s níž se Heyerdahlova expedice plavila ze severní Afriky do Karibiku v roce 1970. Pod vorem je model žraloka obrovského, s nímž se posádka setkala během plavby. Součástí muzea je knihovna s asi 8 000 svazky. V těsném sousedství je Muzeum Fram se stejnojmenným škunerem, který v letech 1893–1912 sloužil několika norským výpravám do polárních oblastí.

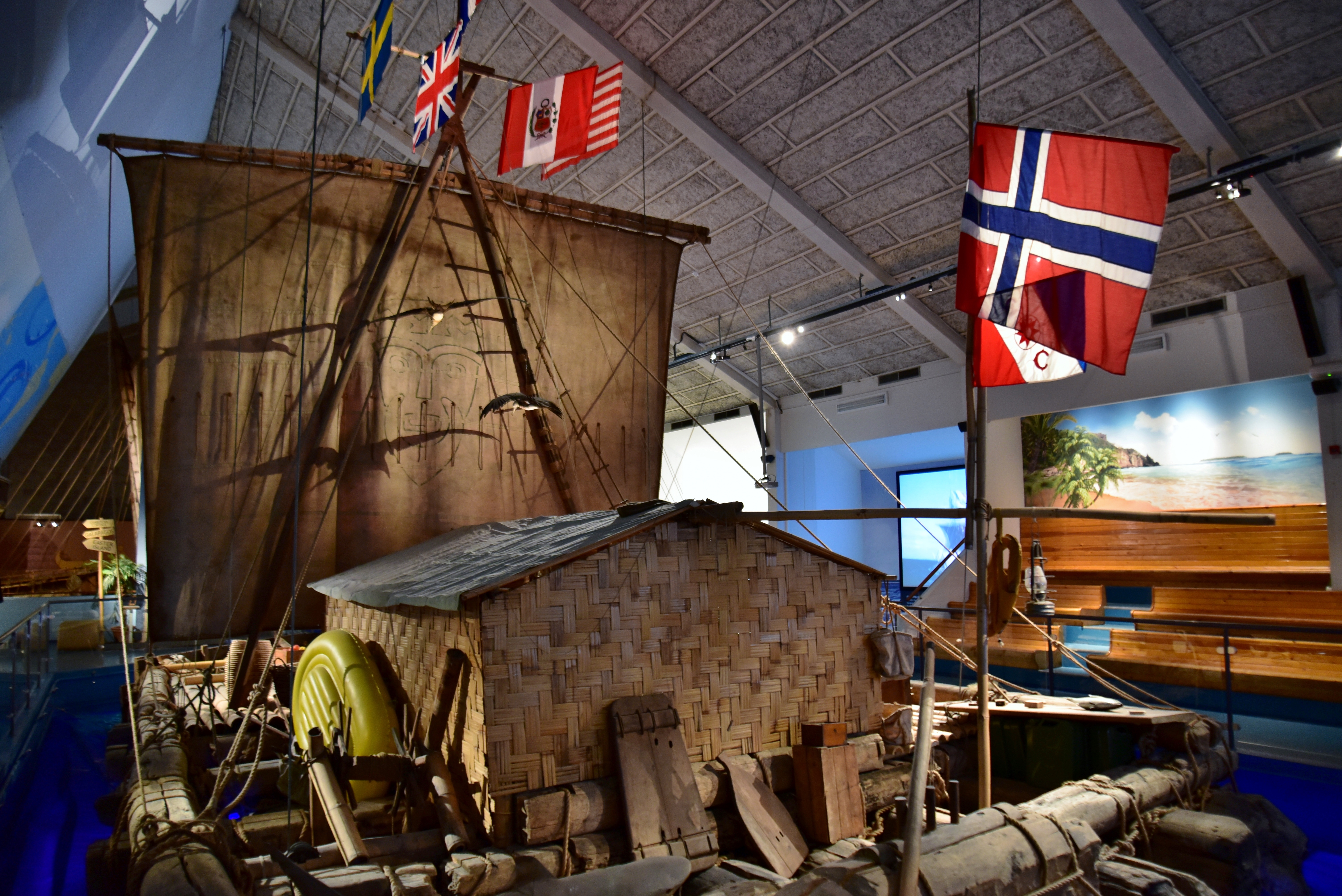
Vor Kon-Tiki
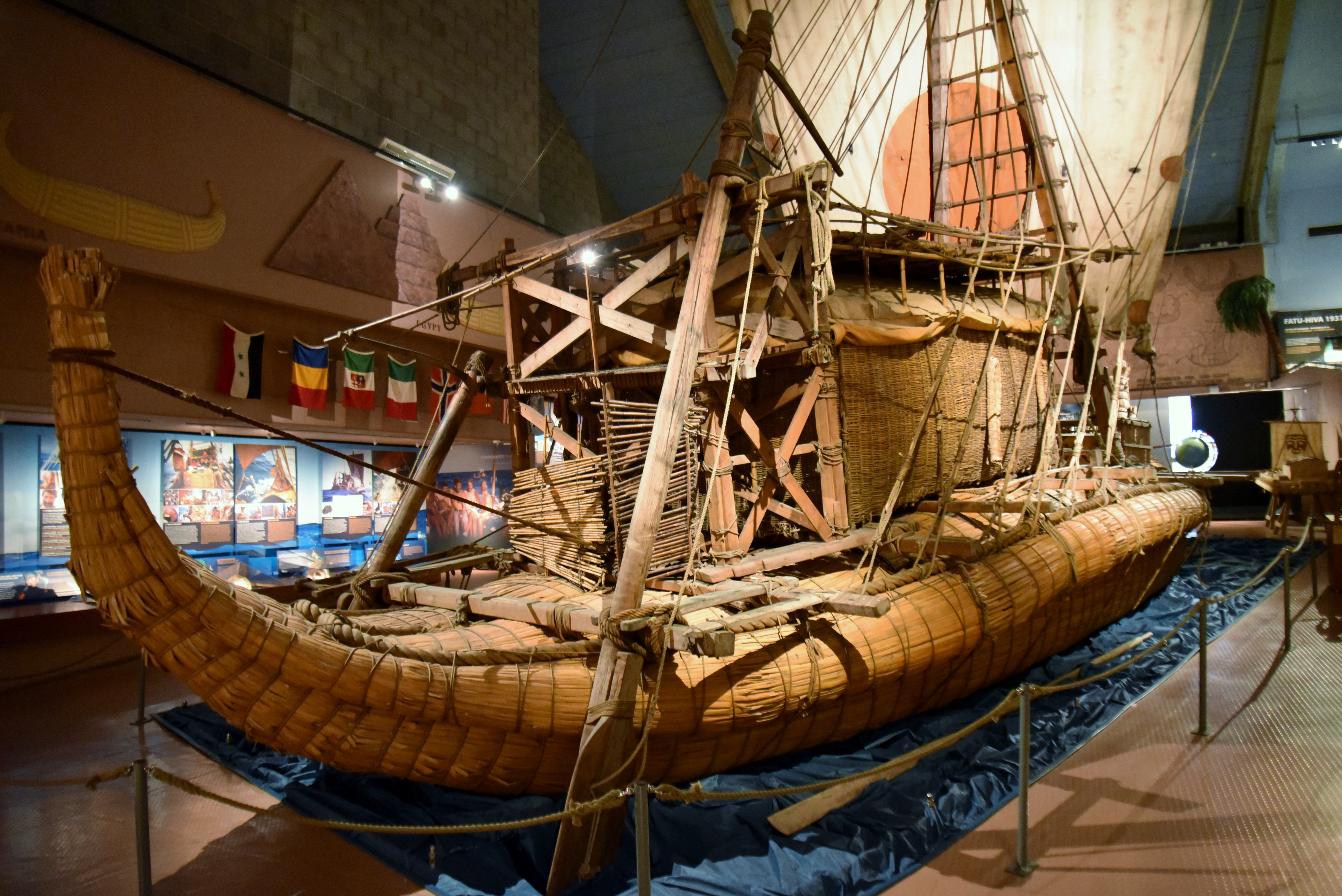
Loď Ra II